# Алексиевич, Светлана Александровна
Светла́на Алекса́ндровна Алексие́вич (бел. Святлана Аляксандраўна Алексіевіч, род. 31 мая 1948 года, Станислав, Украинская ССР, СССР) — белорусская писательница, журналистка, сценарист документальных фильмов. Пишет на русском языке. Первый белорусский и шестой русскоязычный лауреат Нобелевской премии по литературе (2015 год).  
Наибольшую известность получили её книги в жанре документальной прозы «У войны не женское лицо», «Цинковые мальчики», «Чернобыльская молитва», «Время секонд хэнд». Произведения Алексиевич посвящены жизни позднего СССР и постсоветской эпохи, проникнуты чувствами сострадания и гуманизма.

## Биография
Родилась 31 мая 1948 года в г. Станислав (Ивано-Франковск). Отец — белорус, мать — украинка из Галиции. После демобилизации отца семья переехала в Минск, отец и мать работали сельскими учителями. Мать отца умерла от тифа в партизанах, из троих её сыновей двое пропали без вести, а отец вернулся с фронта. Отец матери погиб на фронте. Прадед отца тоже был сельским учителем.
По её словам, всё своё детство провела в украинском селе, в Винницкой области.
В 1965 году окончила среднюю школу в Копаткевичах Гомельской области.
Работала воспитателем, учителем истории и немецкого языка в школах Мозырского района, журналистом газеты «Прыпяцкая праўда» («Припятская правда») в Наровле.
В 1972 году окончила дневное отделение факультета журналистики Белорусского государственного университета, начала работу в «Маяке коммунизма» — районной газете в Берёзе Брестской области. В 1973—1976 годах работала в белорусской «Сельской газете», в 1976—1984 годах — руководитель отдела очерка и публицистики журнала «Нёман».
В 1983 году по рекомендации А. Адамовича, Я. Брыля, В. Быкова и В. Витки принята в Союз писателей СССР.
С начала 2000-х годов жила в Италии, Франции, Германии. В 2013 году вернулась в Беларусь.
Член Рады (Совета) Союза белорусских писателей, вице-президент Международного ПЕН-клуба, с 26 октября 2019 года — председатель Белорусского ПЕН-центра.
Во время протестов 2020 года в Беларуси стала членом Координационного совета по организации процесса преодоления политического кризиса.
В сентябре 2020 года эмигрировала в Германию.

## Творчество
Светлана Алексиевич работает в художественно-документальном жанре. Маша Гессен называет её «хранительницей памяти». Среди своих учителей она называет Алеся Адамовича и Василя Быкова. Все книги С. Алексиевич основаны на многочасовых интервью с людьми, пережившими какое-то сложное событие или с их выжившими родными и близкими. На написание каждой книги уходит от пяти до семи лет.
Первая книга Алексиевич «Я уехал из деревни» — собрание монологов жителей белорусской деревни, переехавших в город, — была подготовлена к печати в 1976 году, однако набор книги был рассыпан по указанию отдела пропаганды ЦК Компартии Белоруссии за критику жёсткого паспортного режима и «непонимание аграрной политики» партии. Впоследствии автор отказалась от публикации, считая книгу излишне «журналистской».
Первая опубликованная книга Алексиевич, «У войны не женское лицо», была написана в 1983 году. Эта документальная повесть, основанная на интервью с советскими женщинами, участвовавшими в Великой Отечественной войне, была впервые опубликована в журнале «Октябрь» в начале 1984 года (в журнальном варианте), ещё несколько глав вышли в том же году в журнале «Нёман». Книга, чьи героини были санитарками, лётчицами, снайперами, переводчицами, врачами, радистками, отражает особый женский опыт войны. Часть сведений была вычеркнута из книги цензорами (обвинявшими автора в пацифизме, натурализме и развенчании героического образа советской женщины) или самим автором; в более поздних изданиях многие из этих пропусков восстановлены. В 1985 году книга вышла отдельным изданием одновременно в нескольких издательствах, общий тираж к концу 1980-хмлн экземпляров. По книге было поставлено множество спектаклей. Публикации книги предшествовало создание по сценарию Светланы Алексиевич режиссёром Виктором Дашуком одноимённой серии семи документальных телефильмов (1981—1984).
Вторая книга писательницы, «Последние свидетели: книга недетских рассказов» (1985, в последующих изданиях использовались варианты подзаголовка «Соло для детского голоса», «Сто недетских колыбельных», «100 недетских рассказов») основана на воспоминаниях детей, которым во время Великой Отечественной войны было от шести до двенадцати лет. Это свидетельства «невозможности пережить память травмы». Третья книга, «Цинковые мальчики» (1989), посвящена Афганской войне и названа так потому, что тела погибших солдат доставлялись на родину в цинковых гробах. Основанием для книги стали интервью с матерями погибших солдат, а также с вернувшимися с войны участниками афганской кампании. Герои этой книги «рассказывают истории своей боли и потерь на фоне двух событий: десятилетней войны в Афганистане и радикального раздора в самой сердцевине советского общества».
Книга 1993 года «Зачарованные смертью» посвящена самоубийствам, вызванным эпохой резких социальных перемен в бывшем Советском Союзе. В 1997 году опубликована «Чернобыльская молитва», написанная на основе бесед со свидетелями Чернобыльской катастрофы: ликвидаторами, членами семей погибших пожарных, переселёнными жителями. Книга имеет подзаголовок «хроника будущего» и показывает одновременное развертывание двух катастроф: техногенной и социальной, во время которой «ушёл под воду огромный социалистический материк». В 2013 году выходит книга «Время секонд хэнд», посвящённая феномену «советского человека» и травме, вызванной распадом социализма. С. Алексиевич разъясняла: «За семьдесят с лишним лет в лаборатории марксизма-ленинизма вывели отдельный человеческий тип — homo soveticus. Одни считают, что это трагический персонаж, другие называют его „совком“. Мне кажется, я знаю этого человека, он мне хорошо знаком, я рядом с ним, бок о бок прожила много лет. Он — это я. Это мои знакомые, друзья, родители».
Книги Алексиевич образуют цикл, который она определяет как «хронику Большой Утопии» или историю «красного человека».
В конце 1990-х годов была начата работа над книгой «Чудный олень вечной охоты», включающей рассказы о любви. В октябре 2015 года утверждалось, что работа подходит к завершению, но по состоянию на февраль 2020 года она продолжалась.
Книги Светланы Алексиевич переведены на английский, французский, немецкий, шведский, польский, китайский, норвежский и другие языки. Общий тираж иностранных изданий «Чернобыльской молитвы» составил более 4 миллионов экземпляров.
К 2015 году Алексиевич стала лауреатом множества иностранных литературных премий и наград. Среди них — премия Ремарка (2001), Национальная премия критики (США, 2006), приз читательских симпатий по результатам читательского голосования премии «Большая книга» (2014) за книгу «Время секонд хэнд», премия Курта Тухольского «За мужество и достоинство в литературе», премия Андрея Синявского «За благородство в литературе», российская независимая премия «Триумф», лейпцигская книжная премия «За вклад в европейское взаимопонимание», немецкая премия «За лучшую политическую книгу» и премия имени Гердера. В 2013 году Алексиевич стала лауреатом Международной премии мира немецких книготорговцев; получила золотую медаль белорусского конкурса «Брэнд года-2013».
В настоящее время работает над книгой о протестах в Беларуси в 2020 году.
Светлана Алексиевич — автор более двух десятков сценариев документального кино и трёх театральных пьес.

## Нобелевская премия
В 2013 году Светлана Алексиевич считалась одним из претендентов на Нобелевскую премию по литературе, однако премию получила канадская писательница Элис Манро.
В 2015 году Алексиевич стала лауреатом Нобелевской премии по литературе с формулировкой «за её многоголосное творчество — памятник страданию и мужеству в наше время». Светлана Алексиевич — первый нобелевский лауреат в истории независимой Беларуси; она стала первым с 1987 года русскоязычным писателем, удостоенным Нобелевской премии по литературе. Впервые за полвека премия была присуждена писателю, преимущественно работающему в жанре документальной литературы; при этом впервые в истории Нобелевская премия по литературе присуждена профессиональному журналисту. Денежный приз премии составил 8 млн шведских крон (около 953 тыс. долларов на момент присуждения).

## Отклики на творчество
Книги Светланы Алексиевич определяют как документальную прозу, романы-оратории, романы-свидетельства, коллективные свидетельства, эпический хор, документальные монологи, литературную журналистику, репортаж, нон-фикшн, «живые голоса». Сама писательница определяла жанр, в котором работает, как «историю чувств».

### Писатели, поэты, литературные критики
Отмечая традиции белорусской литературы в творчестве Алексиевич, белорусский поэт Владимир Некляев заметил, что если вся русская литература вышла из гоголевской «Шинели», то всё творчество Алексиевич — из документальной книги Алеся Адамовича, Янки Брыля и Владимира Колесника «Я из огненной деревни». Он также отметил, что заслуга Алексиевич в том, что она сделала возможным прорыв белорусской литературы в литературу европейскую.
Российская критика по-разному оценивает творчество Светланы Алексиевич. Одни критики называют её «блестящим мастером художественно-документальной прозы», выдающимся гуманистом и «народной писательницей», другие характеризуют творчество Алексиевич как спекулятивно-тенденциозную журналистику.
Российский писатель Захар Прилепин называет Алексиевич «журналистом» и отмечает, что «в России есть не меньше пятидесяти писателей, которые являются писателями в большей степени, чем она».
По мнению российской писательницы Татьяны Толстой, Алексиевич работает грубыми методами, «на выжиманиях слезы».
По оценке писателя, главного редактора «Литературной газеты» Юрия Полякова, книги Алексиевич, написанные в жанре «публицистики-журналистики», так и не стали большой литературой, а представляют собой «имманентное фрондёрство».

### Журналисты
Американский журналист Александра Альтер ставит Алексиевич в один ряд с такими мастерами жанра нехудожественной прозы в масштабе романа, как Трумен Капоте, Норман Мейлер и Джоан Дидион.

### Философы, социологи, публицисты
Швейцарский социолог Жан Россио в своей рецензии на «Чернобыльскую молитву» в 2000 году отмечает, что автор не навязывает свою оценку событий и не выдвигает обвинений, но подталкивает читателей к коллективной работе памяти о человеческих и социальных последствиях Чернобыльской катастрофы и что продвигать её книги «этически необходимо». По мнению Елены Гаповой, тексты Светланы Алексиевич представляют собой «образец моральной философии, способ обсуждения этических вопросов, прежде всего проблемы поиска смысла страдания, осуществляемого советским, а затем постсоветским человеком» в условиях огромного социального сдвига.
Специалист в области этики Линда Хоган считает, что в своих книгах она поднимает сложные философские вопросы.

### Прочие
После выхода книги «Цинковые мальчики» группа матерей воинов-интернационалистов подала на писательницу в суд за искажение образа солдат-«афганцев». Поводом к иску послужил спектакль, поставленный по этой книге на сцене Белорусского театра имени Янки Купалы.
В апреле 2023 г. Почта Украины выпустила марки и конверты с белорусскими нобелевскими лауреатами Светланой Алексиевич и Алесем Беляцким.

## Политические взгляды

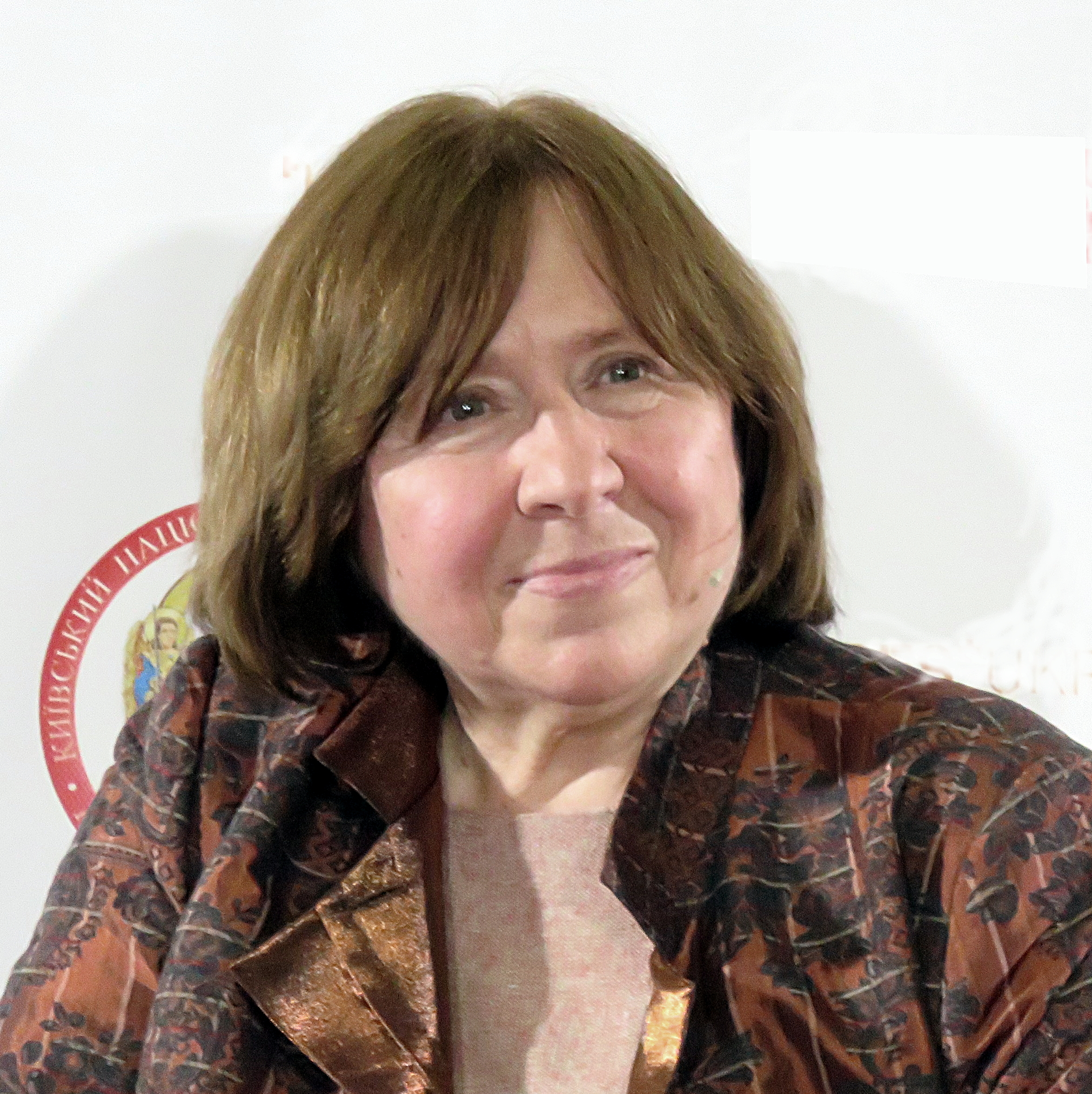
Светлана Алексиевич в Киеве в 2016 году

Свои убеждения определяет как социал-демократические, так как социал-демократия, по её мнению, «более смягченный вариант перехода» к капитализму. Алексиевич последовательно выступала против политики президента Александра Лукашенко, критикуя и оппозицию за то, что в ней «нет политиков», а есть «культурологи, мечтатели и романтики». Государственные издательства Беларуси прекратили выпуск книг С. Алексиевич после прихода А. Лукашенко к власти, однако в 2019 году издательство «Мастацкая літаратура» выпустило книгу «У войны не женское лицо» (в переводе на белорусский язык).
В 2014 году С. Алексиевич выступила в немецкой газете Frankfurter Allgemeine Zeitung с осуждением российской аннексии Крыма, позднее назвав аннексию «политическим разбоем»
На читательской встрече в Варшаве 13 мая 2015 года, посвящённой выходу книги «Время секонд хэнд», Алексиевич, комментируя вооружённый конфликт на востоке Украины, заявила: «Это страшно, что вместо того, чтобы разговаривать, люди начинают стрелять в друг друга. Но я бы не сказала, что это только в русском народе»[прояснить]. Она добавила, что литература «должна писать о том, что надо „убивать“ идеи, надо спорить, а не убивать людей», и объяснила идущее кровопролитие наследием прошлого: человек «за последние 200 лет почти 150 лет воевал. И никогда не жил хорошо». Кроме того, считает Алексиевич, жителей постсоветского пространства «вначале 70 лет обманывали, потом ещё 20 лет грабили», в результате чего среди них появились «очень агрессивные и опасные для мира люди» и сформировались низкая ценность человеческой жизни и приоритет величия государства над качеством жизни. С момента вооружённого конфликта на востоке Украины этот регион не посещала и не планирует.
На пресс-конференции 8 октября 2015 года, в день присуждения Нобелевской премии, Алексиевич противопоставила «добрый русский мир, гуманитарный русский мир, тот мир, которому до сих пор поклоняются все — литературе, балету, музыке великой» нелюбимому ею миру Берии, Сталина, Путина и Шойгу. По её мнению, ситуацию в России спровоцировали так, что «86 % людей стали рады тому, как убивали людей в Донецке, и смеялись над этими „хохлами“».
На президентских выборах 2015 года в Беларуси поддержала оппозиционного кандидата Татьяну Короткевич, однако непосредственно на выборы не ходила. По её мнению, опубликованному в феврале 2020 года, белорусское общество «застыло»: «Украина поднимается, идёт к освобождению… В этом обществе идёт борьба. А у нас ничего не происходит, мы даже не знаем, что власть продала, а что не продала».
В августе 2018 года Алексиевич пришлось отменить выступление в Одессе из-за угроз. Гнев местной публики вызвал тот факт, что Алексиевич ранее заявила о причастности украинцев к Холокосту.
Во время российского вторжения в Украину в эфире белорусской редакции «Радио Свобода» осудила войну России против Украины и отметила, что она хуже Второй мировой. «Оказывается, мы зря думали, что победили коммунизм. Мы его не победили. А то, что сегодня происходит, это красный человек, как я его называю. Это его последний бой или нет, но это признаки оттуда, из прошлого. Мы ещё не оторвались от этого, потому что не сопротивлялись, а воспринимали все как должное. Страна коммунизма упала, и мы начали выживать, вместо того чтобы строить новую жизнь», — отметила писательница. Также писательница отметила, что, по её мнению, величайшим героизмом для белорусов, которых отправят воевать за Россию на Украине, будет отказ стрелять. Она добавила, что ситуация сейчас противоположна войне с фашизмом, когда героизм заключался в военных действиях и защите. «У нас уже нет независимости, и мы страна-агрессор. Это стыдно и страшно», — подытожила Алексиевич.

## Литературные произведения

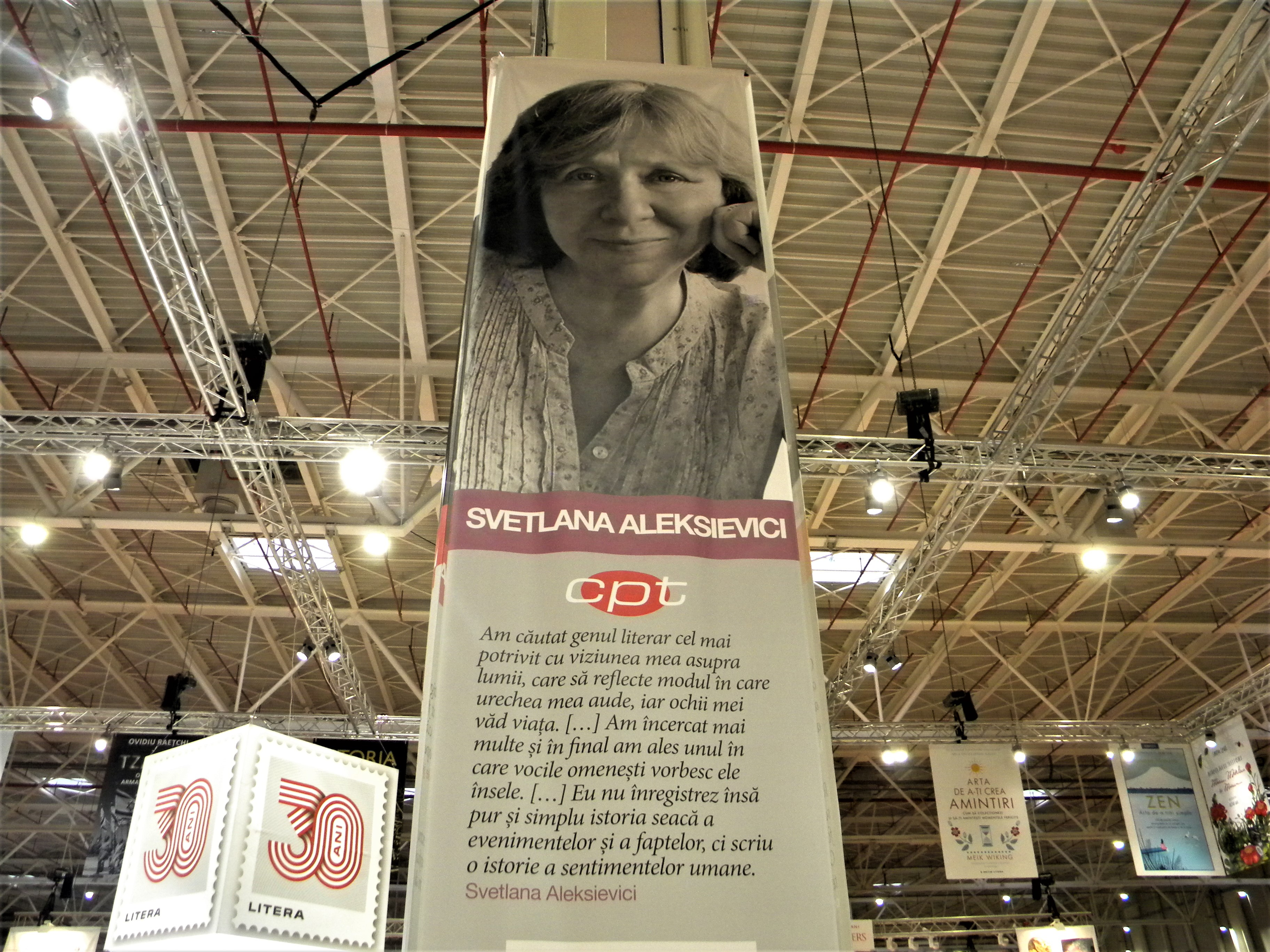
Бухарест, Румыния. Книжная ярмарка GAUDEAMUS 2019

Художественно-документальный цикл книг «Голоса Утопии»
- «У войны не женское лицо» (опубликована в 1985 году)
- «Последние свидетели» (1985)
- «Цинковые мальчики» (1989)
- «Зачарованные смертью» (1993)
- «Чернобыльская молитва» (1997)
- «Время секонд хэнд» (2013)

### Драматургия
Светлана Алексиевич — автор трёх пьес, включая пьесу по книге «У войны не женское лицо» и пьесу «Марютка» (1987) об эпохе сталинизма.

## Экранизации

### Фильмы по сценариям Светланы Алексиевич
- «Трудные разговоры» (Беларусьфильм, 1979), режиссёр Ричард Ясинский
- «У войны не женское лицо» (совместно с Виктором Дашуком) — цикл из семи документальных телефильмов (1981—1984, Беларусьфильм), режиссёр Виктор Дашук[80].
- «Родительский дом» — документальный телефильм (Белорусское телевидение, 1982), режиссёр Виктор Шевелевич
- «Портрет с георгинами» — документальный телефильм (Белорусское телевидение, 1984), режиссёр Валерий Басов
- «Солдатки» — документальный телефильм (Белорусское телевидение, 1985), режиссёр Валерий Басов
- «Говорю о времени своём» — документальный телефильм (Белорусское телевидение, 1987), режиссёр Валерий Жигалко[81].
- «Прошлое ещё впереди» — документальный телефильм (Белорусское телевидение, 1988), режиссёр Валерий Жигалко.
- «Эти непонятные старые люди» (Беларусьфильм, 1988), режиссёр Иосиф Пикман
- Цикл «Из бездны» (сценарий совместно с Мариной Голдовской), режиссёр Марина Голдовская (OKO-media, Австрия-Россия)
  1. «Люди войны» (1990)
  2. «Люди блокады» (1990)
- «Афганский цикл» — документальные кинофильмы по книге «Цинковые мальчики» (сценарий совместно с Сергеем Лукьянчиковым), режиссёр Сергей Лукьянчиков, Беларусьфильм
  1. «Стыд» (1991)
  2. «Я из повиновения вышел» (1992)[82]
- «Крест» — документальный кинофильм (1994, Россия). Режиссёр Геннадий Городний
- «Lyubov» (2017) — режиссёр Стаффан Юлен (швед. Staffan Julén), Швеция[83].

### Фильмы по мотивам книг Светланы Алексиевич
- «На руинах утопии» (1999, Германия)
- «Россия. История маленького человека» (2000, NHK, Япония), режиссёр Хидэя Камакура[84][85]
- «Дверь» (Ирландия, 2008), режиссёр Хуанита Уилсон[англ.] — короткометражный фильм по мотивам книги «Чернобыльская молитва»[86].
- «Дети войны. Последние свидетели», документальный фильм, режиссёр Алексей Китайцев, сценарий Людмилы Романенко по книге «Последние свидетели». В фильме принимает участие Светлана Алексиевич. Студия МБ Групп, Москва, 2009, 45 мин[87]. Фильм награждён специальным призом Открытого конкурса документального кино «Человек и война» (Екатеринбург, 2011)[88].
- «Голоса Чернобыля» (2016, Люксембург, Австрия, Украина) — драматический фильм по книге «Чернобыльская молитва».
- «Чернобыль» (2019, HBO, США) — исторический мини-сериал, заметная часть событий которого была основана на книге «Чернобыльская молитва»[89][90].

### Театральные постановки и телеспектакли

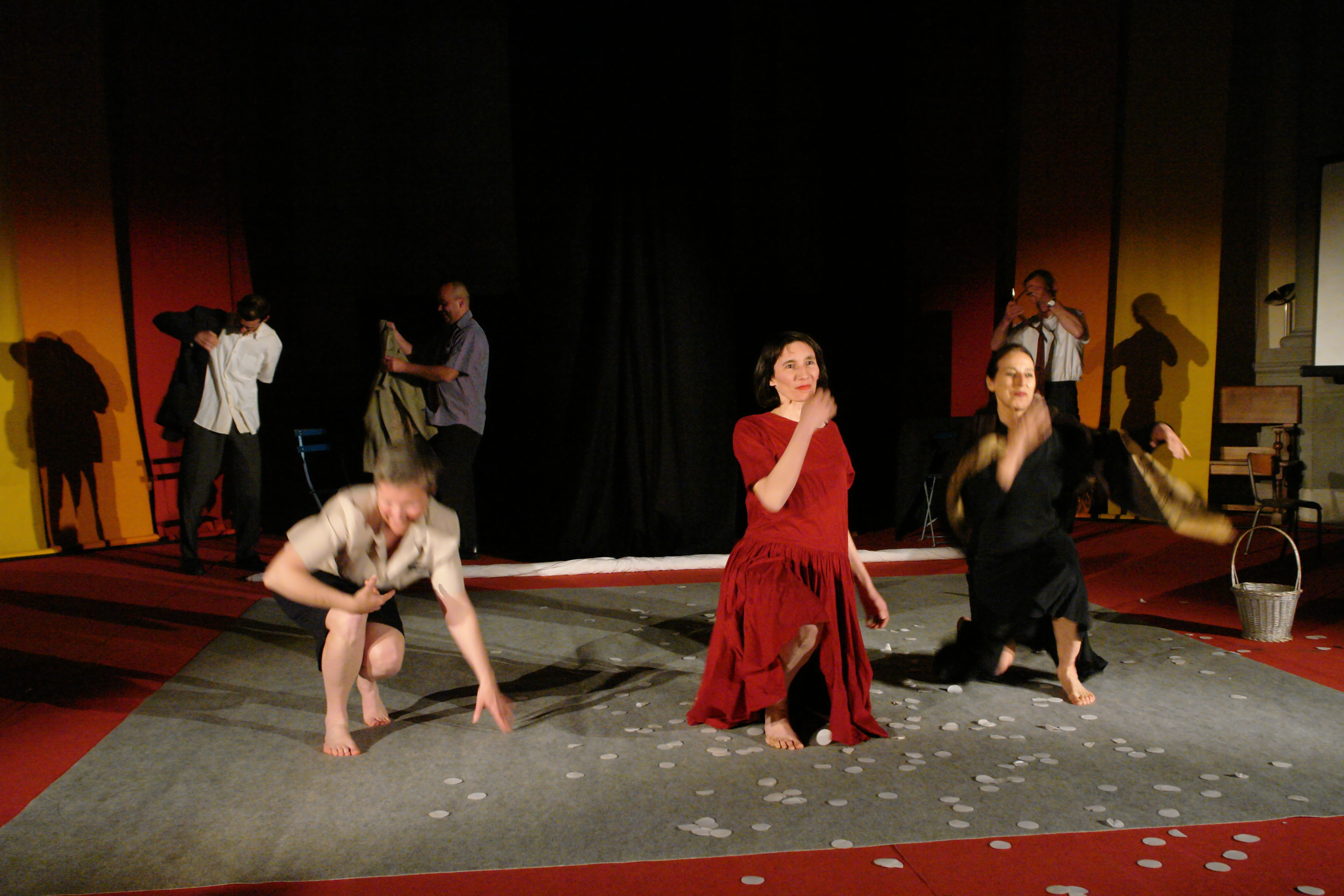
Спектакль по книге «Чернобыльская молитва», Женева, 2009

По книгам «У войны не женское лицо» и «Цинковые мальчики» было поставлено несколько театральных спектаклей.
Две постановки «У войны не женское лицо» вышли на экраны как телеспектакли:
- Омский академический театр драмы, 1985. Режиссёр Геннадий Тростянецкий[91]. Спектакль в 1985 году получил Государственную премию РСФСР имени К. С. Станиславского. Телевизионная версия выпущена в 1988 году[98].
- Театр на Таганке, 1985. Режиссёр Анатолий Эфрос[91], композитор Булат Окуджава, сценография Дмитрий Крымов. Спектакль по пьесе С. Алексиевич, которая также участвовала в подготовке спектакля[78]. Телевизионная версия выпущена в 1988 году (режиссёры Анатолий Эфрос, Борис Глаголин)[98].

Также ставились спектакли по книгам «Зачарованные смертью», «Чернобыльская молитва»; по книге «Последние свидетели» композитор Владимир Магдалиц написал и поставил симфонию-реквием. В Омском государственном академическом театре драмы режиссёром Дмитрием Егоровым был поставлен спектакль по документальной повести «Время секонд-хенд».

## Личная жизнь
Светлана Алексиевич взяла на воспитание дочку рано ушедшей из жизни сестры. Приемная дочь писательницы работает школьной учительницей в Минске.

## Награды
- 1984 — Орден «Знак Почёта» (СССР)[102]
- 1984 — Литературная премия имени Николая Островского Союза писателей СССР[102]
- 1984 — Премия журнала «Октябрь» (СССР)[102]
- 1985 — Литературная премия имени Константина Федина Союза писателей СССР[102]
- 1986 — Премия Ленинского комсомола (СССР) — за книгу «У войны не женское лицо»[102]
- 1987 — Премия «Литературной газеты» (СССР)[102]
- 1996 — Премия имени Курта Тухольского Шведского ПЕН-клуба — «За мужество и достоинство в литературе»[102]
- 1997 — Премия имени Андрея Синявского редакции «Новой газеты» — «За творческое поведение и благородство в литературе» (Россия)[102]
- 1997 — Премия журнала «Дружба народов» (Россия)[102]
- 1997 — Премия «Триумф» (Россия)[102]
- 1998 — Лейпцигская книжная премия за вклад в европейское взаимопонимание (Германия)[102]
- 1999 — Премия Гердера (Австрия)
- 2001 — Премия мира имени Ремарка (Германия)[103]
- Медаль преподобной Евфросиньи Полоцкой (Белорусская православная церковь)[64]
- 2006 — Национальная премия критики (США)
- 2011 — Премия Центральноевропейской литературной премии Ангелус за книгу «У войны не женское лицо»[104]
- 2011 — Премии имени Рышарда Капущинского (Польша) за книги «У войны не женское лицо» и «Время секонд хэнд» (2015)[105][106]
- 2013 — Премия мира немецких книготорговцев[107]
- 2013 — Премия Медичи за эссеистику (Франция) — за книгу «Время секонд хэнд»[108]
- 2014 — Офицерский крест ордена Искусств и литературы (Франция)[109]
- 2014 — Приз читательских симпатий по результатам читательского голосования премии «Большая книга» (Россия) — за книгу «Время секонд хэнд»[110]
- 2015 — Нобелевская премия по литературе — «за её многоголосное творчество — памятник страданию и мужеству в наше время»[111]
- 2018 — Премия имени Анны Политковской — «за смелые выступления против несправедливости, насилия и экстремизма в ситуации продолжающихся в регионах „забытых“ вооруженных конфликтов»[112]
- 2019 — Медаль «100 лет БНР» (Рада Белорусской народной республики) — «за особые заслуги в белорусской литературе»[113][114]
- 2020 — Премия имени Сахарова (совместно с другими[115])
- 2020 — Почётный доктор Университета Витовта Великого.
- 2021 — Орден «За заслуги перед Федеративной Республикой Германия», Большой крест 1-й степени[116].